# Norra Krimkanalen

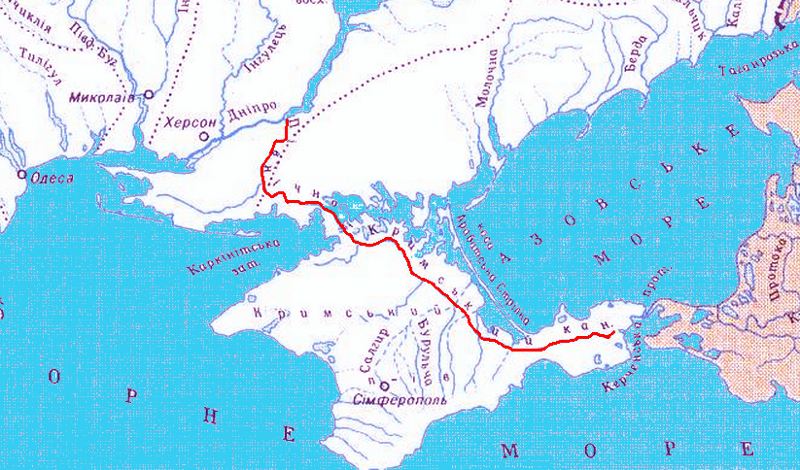
Norra Krimkanalen

Norra Krimkanalen (ryska: Северо-Крымский канал, ukrainska: Північнокримський канал; under sovjettiden – Norra Krimkanalen av Lenin's Komsomol av Ukraina ryska: Северо-Крымский канал имени Ленинского комсомола Украины) är en 402 kilometer lång kanal på det ukrainska fastlandet och på Krim där den löper längs Azovska sjöns kust diagonalt över halvön. Kanalen stod klar 1975.
Kanalen får sitt vatten främst från Kachovkareservoaren i floden Dnepr, där det avleds vid Tavrijsk och följer kanalen till nordöstra Krim där den slutar i Kertj på östra delen av Krim. Vattnet används till konstbevattning av den torrare norra delen av halvön.
Krim fick 85 procent av sitt färskvatten från kanalen innan den ryska annekteringen 2014, men efter annekteringen har de ukrainska myndigheterna stängt av vattenflödet, vilket skapat stora problem med vattenförsörjningen.